# Scipione Riva Rocci
Scipione Riva Rocci (Almese, 7 agosto 1863 – Rapallo, 15 marzo 1937) è stato un medico italiano, specializzato dapprima in medicina interna e pediatria e successivamente pioniere nella lotta contro la tubercolosi.
Perfezionò lo sfigmomanometro a mercurio (inventato da Samuel Siegfried Karl Ritter von Basch nel 1881) e diede un grande contributo alla ricerca cardiovascolare e alla pratica clinica.

## Biografia

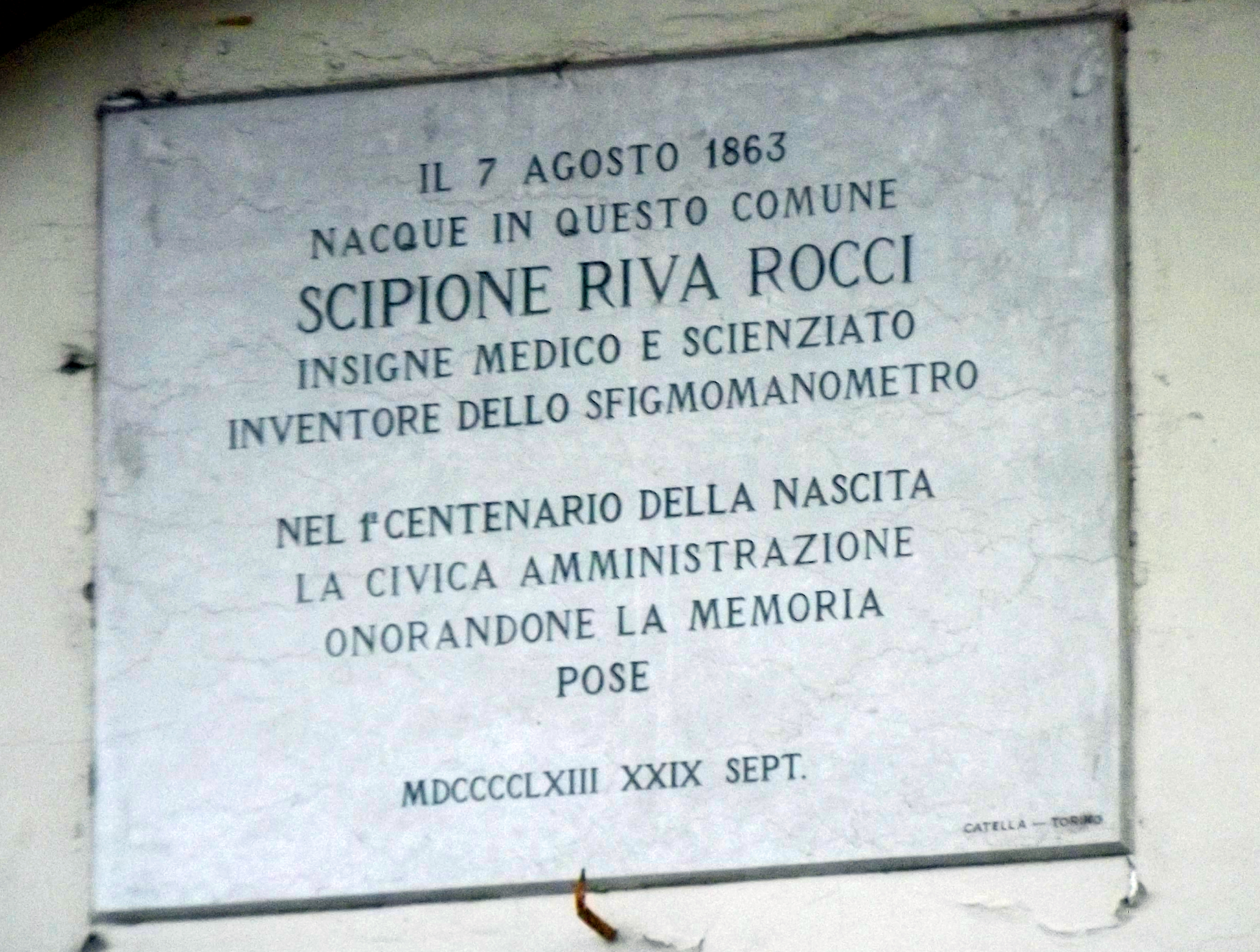
Almese

Scipione Riva Rocci nacque il 7 agosto del 1863 ad Almese, una cittadina a ovest di Torino.
Figlio del medico condotto Pietro Riva (con Decreto Regio del 30/12/1882 assunse il cognome Riva Rocci), si laureò in medicina a Torino nel 1888.
Fu allievo di Carlo Forlanini (1847-1918) e dopo la laurea, seguì l'indirizzo iatromeccanico del maestro, divenendo suo assistente presso la Clinica medica propedeutica a Pavia, diretta in quegli anni da Forlanini stesso, impegnato nel perfezionamento della tecnica pneumotoracica.

### Le ricerche contro la tubercolosi
Egli ben presto mostrò una mente critica e creativa e fu uno dei maggiori contributori degli studi di Forlanini sulla tecnica del pneumotorace artificiale nella cura della tubercolosi.
Riva Rocci, infatti, grazie a originali ricerche fisiopatologiche, mostrò che la genesi della tubercolosi polmonare dipendeva anche da un'anomala pressione dell'alveolo polmonare.
Inoltre, evidenziò come le funzioni respiratorie non fossero danneggiate da una riduzione dell'area polmonare attiva.
Questi suoi studi furono le basi per una delle procedure terapeutiche usata per molti anni nella battaglia contro la tubercolosi.

### Gli spostamenti a Pavia e a Varese
Nel 1894 conseguì la libera docenza in patologia speciale medica e, quattro anni più tardi, seguì Forlanini, il quale si era trasferito all'Università di Pavia per insegnarvi clinica generale.
Riva Rocci ottenne la prima cattedra di Pediatria nell'Università di Pavia, istituita nell'anno accademico 1909-1910 e, senza lasciare quest'incarico, divenne direttore e medico primario internista dell'ospedale di Varese dal 1900 al 1927, dove fondò l'Associazione Medica Varesina, la Clinica pediatrica e dove realizzò il progetto per un nuovo ospedale.

## L'invenzione

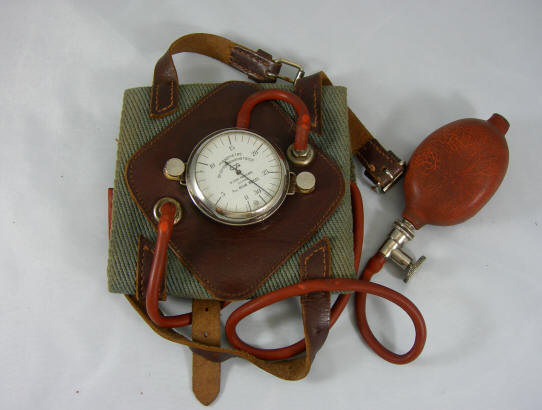
Sfigmomanometro di Riva Rocci.

Ma l'apporto fondamentale che Riva Rocci diede alla medicina fu l'invenzione dello sfigmomanometro, il quale permise una misurazione facile e sicura della pressione arteriosa, effettuata fuori dal laboratorio e direttamente al letto del malato.
I suoi primi studi riguardarono la misurazione non invasiva della pressione sanguigna e lo portarono anche a dei risultati rilevanti incentrati sull'analisi del riempimento d'aria della cavità pleurica a pressione costante.
Ma le sue intuizioni, come egli stesso conferma, furono anche frutto delle precedenti esperienze di Carl Ludwig (1816-1873), il quale aveva addestrato all'uso di nuovi strumenti Angelo Mosso (1846-1910) e di Marey (1830-1904).
Riva Rocci però prese maggiormente le mosse da un primo sfigmomanometro clinico, peraltro non ancora perfezionato, creato da Samuel von Basch, che per primo tentò di realizzare uno strumento in grado di misurare la pressione sanguigna, teorizzata nel 1733 dallo studioso inglese Stephen Hales.
Il clinico almesino espose i suoi studi, in modo molto accurato, in due presentazioni all'Accademia Medica Reale di Torino. Successivamente, pubblicò due articoli nella Gazzetta medica di Torino: il primo, Un Nuovo Sfigmomanometro, il 15 dicembre del 1896 e il secondo, La Tecnica Sfigmomanometrica, nel 1897.
Rilevanti sono alcuni aspetti dei suoi scritti: egli da un lato fa un'analitica descrizione delle sorgenti degli errori relativi allo strumento e dall'altro propone dei metodi per evitarli.

### Le innovazioni
Decisiva fu l'adozione del bracciale pneumatico. Infatti, grazie all'uniforme ripartizione della compressione attorno al braccio, fu possibile evitare errori relativi alle misure della pressione, riportati solitamente dai precedenti strumenti.
Un'altra innovazione fu la misurazione della pressione sull'arteria omerale, più precisa, anziché sull'arteria radiale.
Egli inoltre scoprì l'effetto ‘camice bianco’, la variabilità della pressione sanguigna e raccolse una serie di informazioni numeriche (statistiche) riguardo ai pazienti, che si rivelarono più veritiere rispetto a quelle più vaghe delle istituzioni mediche, divenendo per di più un precursore della epidemiologia cardiovascolare.
Riva Rocci descrive così accuratamente le sue intuizioni che le sue asserzioni sono valide tutt'oggi, anche se vengono usati metodi più sofisticati.
Egli aveva delle conoscenze approfondite riguardo ai fenomeni emodinamici e ad altri a questi associati, responsabili dei valori della pressione sanguigna.
Non erano dei concetti estranei al pensiero del Professore il volume del sangue arterioso, la resistenza cardiovascolare sistemica, la compliance arteriosa e la pressione di punta (tali elementi verranno poi utilizzati per la misurazione della pressione diastolica del sangue, cosa che sarà possibile solo un decennio dopo, con il contributo di Korotkov e Yablonski).

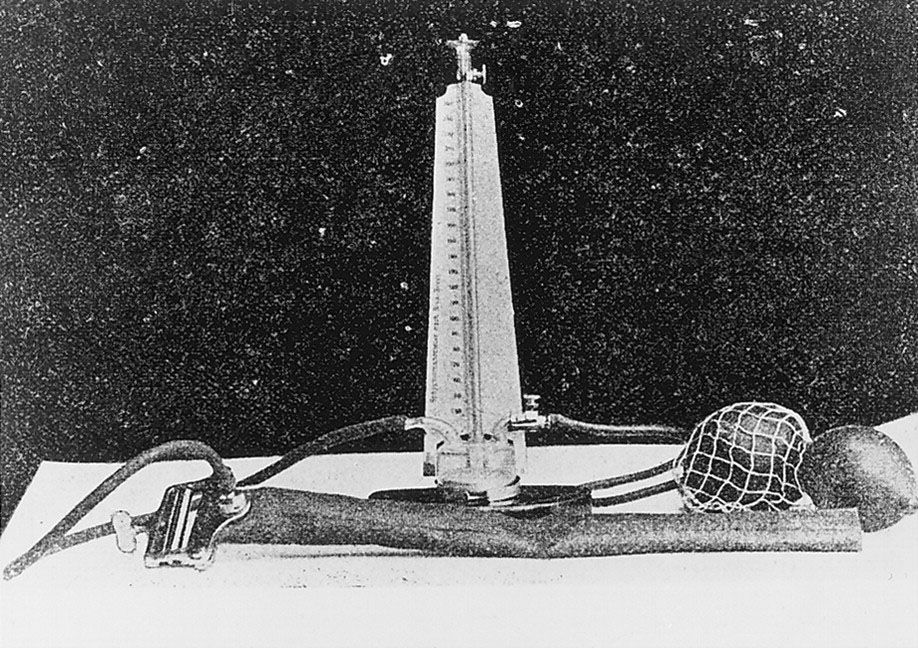
Sfigmomanometro usato da Korotkov.

Il medico di Almese fu un uomo di grande integrità morale e non ebbe mai problemi nel menzionare colleghi che lo avevano aiutato nel suo lavoro. Non volle mai trarre un guadagno dalla sua invenzione, rifiutandosi di brevettarla e rinunciando a ogni offerta per uno sfruttamento commerciale della stessa.
Egli combinò la bravura tecnica, la perizia e la perseveranza con il bagaglio culturale del clinico ed era consapevole della rilevanza del suo lavoro.
Uno dei suoi divulgatori fu Harvey Cushing, che nel 1901 si recò a Pavia per apprendere l'uso della sfigmomanometria clinica e la introdusse negli Stati Uniti, apportando un abbassamento della mortalità operatoria da anestesia.
Lo strumento ebbe una diffusione relativamente rapida e si sarebbe rivelato determinante per la diagnosi di una patologia fino ad allora sconosciuta: l'ipertensione arteriosa.

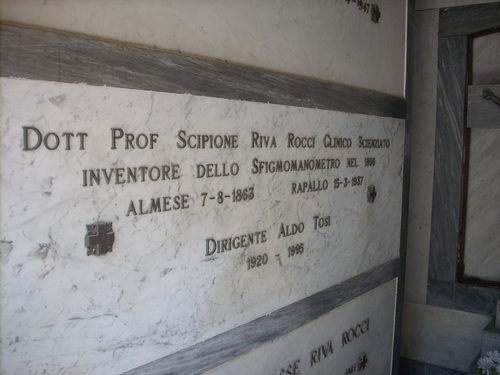
La tomba del prof. Riva Rocci presso il cimitero di San Michele di Pagana

L'utilizzo dello sfigmomanometro si raffinò sempre di più con la tecnica associata allo stetoscopio di Korotkov nel 1905 e subì diversi ammodernamenti, ma nonostante ciò tutt'oggi lo strumento è rimasto molto simile a quello concepito dal Professore.

## Gli ultimi anni
Nel 1928 Riva Rocci si ritirò a Varese e nel 1929 iniziarono a manifestarsi i primi sintomi di una grave malattia infettiva, l'encefalite letargica, che il medico aveva contratto alcuni anni prima curando numerose persone affette da tale patologia durante una epidemia. Ritiratosi forzatamente nel 1930 dall'attività professionale, si trasferì con la moglie a Rapallo, sulla Riviera di Levante, dove morì sette anni dopo, all'età di 74 anni. L'incisione sulla tomba riporta correttamente il cognome "Riva Rocci", piuttosto che il diffuso, ma errato, "Riva-Rocci".
Nella città natale gli è stata intitolata la locale scuola media, e due lapidi, una sulla scuola stessa e una sul municipio, lo ricordano. A Rapallo, nella frazione di San Michele di Pagana ove è sepolto nel locale cimitero, gli è stato dedicato un piazzale-parcheggio; a Milano gli è stata dedicata una via.

## Pubblicazioni

### Volumi
- Scipione Riva-Rocci, Un nuovo sfigmomanometro. Nota del Dottore Scipione Riva-Rocci Aiuto alla Clin. Med. Prop.- Doc. di Patologia Medica nella R. Univ. di Torino., Torino, Tip. Roux Frassati & Co, 1896.

- Scipione Riva-Rocci, La pediatria del medico condotto: Consultazioni mediche per le malattie dei bambini., Società editrice libraria, 1914.

### Articoli su riviste
- Riva-Rocci, S., Un Nuovo Sfigmomanometro, in Gazzetta medica di Torino, 1896.

- Riva-Rocci, S., La Tecnica Sfigmomanometrica, in Gazzetta medica di Torino, 1897.

### Traduzioni
- Nel 1928 Riva Rocci, allora Direttore dell'Ospedale di Varese, cura la traduzione italiana di Adolph Strümpell, Trattato di Patologia speciale medica e Terapia, Vallardi, Milano 1928